# 名古屋精糖
名古屋精糖株式会社（なごやせいとう）は、かつて存在した日本の製糖会社。本社は愛知県名古屋市にあった。

## 概要
名古屋製糖の社名を略した「名糖」（メイトー）のブランドが関連会社だった協同乳業により現在も用いられている。
協同乳業は名古屋製糖の出資により事業を起こし、自社のWEBサイトにおいて名古屋製糖（名糖）グループを「日本最大の製糖企業グループ」と表現している。

## 沿革
- 1906年（明治39年） - 名古屋精糖株式会社設立。
- 1914年（大正3年）10月26日 - 名古屋精糖は大日本製糖に対し、現有財産のすべてを49万3533円19銭で譲渡[2]。
- 1948年（昭和23年）8月 - 糖化工業株式会社として名古屋市西区菊井通1-1に設立[3]。工場が一宮市に置かれた[3]。
- 1949年（昭和24年）
  - 1月 - 本格的な精製糖業務開始に伴い、社名を名古屋精糖株式会社と改称[3]。
  - 9月 - 西春日井郡西枇杷島町に名古屋工場を設立[3]。
- 1951年（昭和26年）5月 - 東京都江戸川区小松川に東京工場を設立[3]。
- 1954年（昭和29年）4月 - 神戸工場が操業開始[3]。
- 1970年（昭和45年）7月 - 副社長であった村上一が代表取締役社長となる[WEB 3]。
- 1971年（昭和46年）12月25日[4] - 会社更生法の適用を申請。負債総額121億円[4]。
- 1972年（昭和47年）6月3日 - 創業者の横井広太郎が死去[5]。この時点の肩書は名糖産業会長・大和産業社長であった[新聞 1]。

## 拠点

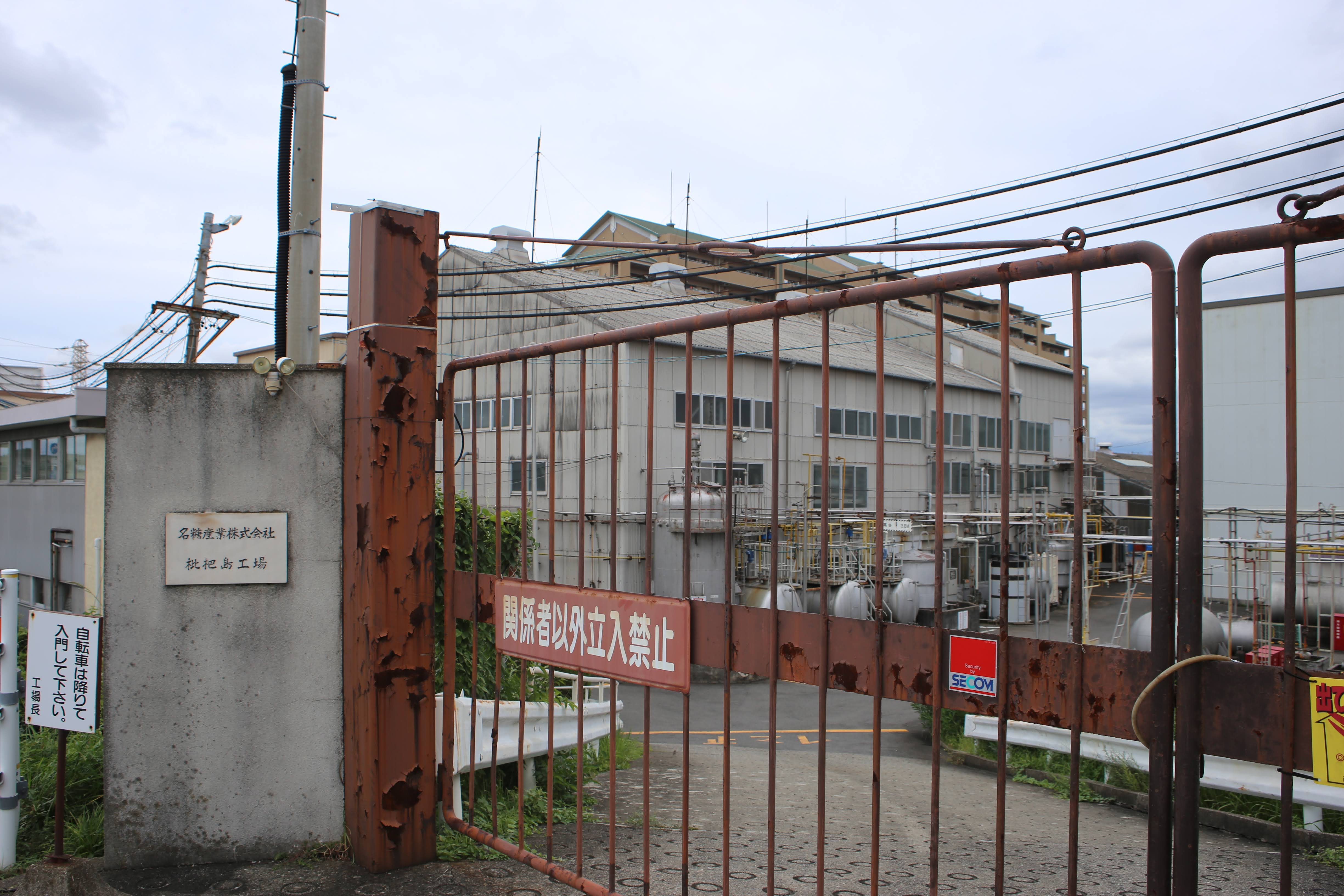
名糖産業枇杷島工場（清須市西枇杷島町替地、2020年9月）

名古屋精糖株式会社は名古屋市西区菊井通1-1に本社、東京都中央区日本橋小網町1-1に本部を置く体制を採っていた。東京に実質の本社機能があり、名古屋は登記上の本社に過ぎなかったとされる。また、名古屋精糖の工場として神戸工場（兵庫県神戸市葺合区浜辺通地先）、東京工場（東京都江戸川区小松川1-4）、名古屋工場（愛知県西春日井郡西枇杷島町下小田井替地）の3ヶ所に製造拠点を構えていた。
会社更生法適用後の再建計画により、神戸工場は丸紅、東京工場は日商岩井（当時）に営業権および附属施設ごと売却され、それぞれ新会社として再出発することとなった。名古屋工場は名糖産業枇杷島工場と協同乳業名古屋工場（現在は住宅地となっている）となった。
日商岩井は1973年（昭和48年）9月21日、新名糖と称する子会社を設立し、同年12月に名古屋精糖の品川工場において営業を開始している。新名糖は「ママ印」のブランドを展開した。品川工場は1993年（平成5年）2月に操業を停止し、翌月より千葉県市原市の新工場に移っている。新名糖については2001年（平成13年）4月1日、三井製糖に吸収され解散している。
丸紅は同じく1973年（昭和48年）9月30日、神戸精糖を設立している。神戸精糖も名糖神戸工場を引き取り、同年12月より再スタートを切った。神戸精糖は1988年（昭和63年）3月に解散し、現存しない。同社は1982年（昭和57年）には生産を終了しており、砂糖の価格安定等に関する法律（糖安法）により同社に割り当てられていたシェア5.1パーセントについては、1987年（昭和62年）9月をもって取り消され、翌年5月31日に農林水産省により伊藤忠製糖ほか3社に再分配された。

## 関連会社
- 名糖商事株式会社（東京都中央区日本橋小網町1-1 名糖ビル内）[6]
- 大和産業株式会社（名古屋市西区新道町3-5）[12]
- 名糖産業株式会社（名古屋市西区菊井通1-1 名糖ビル内）[13]
- 名糖薬品株式会社（名古屋市西区菊井通1-1 名糖ビル内）[13]
- 協同乳業株式会社（東京都中央区日本橋小網町1-3 名糖ビル別館内）[14]
- 名糖乳製品株式会社（東京都中央区日本橋小網町1-3 名糖ビル別館内）[15]
- 名糖株式会社（東京都中央区日本橋小網町1-3 名糖ビル別館内）[16]
- 東洋製菓株式会社（東京都世田谷区祖師谷1-286）[16]
- 琉球製糖株式会社（沖縄南風原村津嘉山区1488）[16]
- 名糖運輸株式会社